# Bluey
Bluey is een Australische animatieserie voor kinderen die op 1 oktober 2018 in première ging op ABC Kids. Het programma is gemaakt door Joe Brumm en wordt geproduceerd door het in Queensland gevestigde bedrijf Ludo Studio. Het werd gemaakt in opdracht van de Australian Broadcasting Corporation en de British Broadcasting Corporation, waarbij BBC Studios de wereldwijde distributie- en merchandiserechten bezat. De serie is in Nederland en België te zien op Disney+ en Disney Channel.
De show volgt Bluey, een blauwe antropomorfe zesjarige (later zevenjarige) Australische veedrijvershond (Blue Heeler)-pup die wordt gekenmerkt door haar overvloed aan energie, verbeeldingskracht en nieuwsgierigheid. Ze woont in Brisbane, Australië met haar vader, Buster (in de oorspronkelijke Engelstalige versie Bandit genaamd); moeder, Chilli; en jongere zus, Bingo, die regelmatig met Bluey meegaat op avonturen terwijl het paar samen fantasierijke spellen spelen. Andere personages die voorkomen in de serie zijn ieder een ander hondenras. Overkoepelende thema's zijn onder meer de focus op familie, opgroeien en de Australische cultuur.
Bluey heeft in Australië consistent veel kijkers ontvangen op zowel televisie-uitzendingen als video-on-demand -diensten. Het wordt door televisiecritici geprezen omdat het een modern, alledaags gezinsleven portretteert, en constructieve ouderschapsboodschappen en de positieve rol van de vader promoot.

## Personages

### Hoofdpersonages
- Bluey Heeler, het hoofdpersonage waar de serie zijn naam aan dankt, is een zesjarige (later zevenjarige) Blue Heeler-pup die erg vriendelijk, nieuwsgierig en zeer energiek is. Ze verkent de wereld om haar heen door wat ze geleerd heeft om te zetten in spelletjes. Nieuwsgierig naar veel en iemand die snel dingen doorheeft en begrijpt en dit dan ook probeert door te geven aan andere. Nederlandse stem ingesproken door Fien van Doesburg.
- Bingo Heeler, het jongere zusje van Bluey. Ze start als vierjarige en is later vijfjarig. In tegenstelling tot Bluey wat rustiger en stiller van aard en meer bedachtzaam. Speelt graag mee met de spelletjes van haar oudere zus en blijft erg hangen in de karakters die ze speelt. Stelt meestal ook de moeilijke vragen aan haar ouders. Nederlandse stem ingesproken door Caro van de Wetering.
- Buster Heeler, de vader, archeoloog van beroep, Engelstalige naam Bandit. Buster speelt graag met zijn kinderen, ook als de spellen hem niet bevallen, en gaat erg ver mee in de verhalen die zijn verzinnen als hij meespeelt. Niet bang, hoewel soms met enige schaamte, om ook op straat de spelletjes te blijven doorspelen. Hij plaagt zijn dochters graag en is daarnaast verzot op sport kijken op de tv. Nederlandse stem ingesproken door Peter van Rooijen. Originele Engelse stem door David McCormack.
- Chilli Heeler, de moeder, beveiligingsbeambte op het vliegveld. In tegenstelling tot Buster wat rustiger van aard en degene die dan ook de rust bewaart in het huis tijdens de spelletjes. Zij is ook degene die de kinderen, en haar man, tot orde kan roepen. Nederlandse stem ingesproken door Cystine Carreon. Originele Engelse stem door Melanie Zanetti.

### Andere personages
Buster's familie bestaat uit zijn jongere broer Stripe en diens vrouw Trixie en hun twee jonge dochters, de eigenwijze en brutale driejarige Muffin en haar stillere zusje Socks. Daarnaast is er ook nog Radley, de oudere broer van Buster, en zijn vriendin (later echtgenoot) Frisky (een Engelse cockerspaniël), Buster's moeder Chris en zijn vader Bob, die na seizoen 1 (tot de een-na laatste aflevering van seizoen 3) op doortocht in Indië was en daardoor niet op het scherm te zien was.
Chilli's familie omvat haar vader Mort en haar oudere zus Brandy, met wie ze tot de aflevering 'onesies' vier jaar geen contact meer mee had. Haar moeder is enige jaren eerder overleden.
Daarnaast zijn er nog de buren van Bluey; De Golden retriever familie bestaande uit; Patrick (de beste vriend van Bandit), zijn vrouw Janelle en hun zonen Lucky and Chucky. En aan de andere kant van het huis de snobbige en alleenstaande moeder Wendy (die oorspronkelijk uit Engeland komt) en haar dochter Judo, beide chowchows.
Bluey's vrienden en klasgenoten zijn onder meer; Chloe (een Dalmatiër), Honey (een beagle), MacKenzie (een border collie die met zijn ouders is geëmigreerd uit Nieuw-Zeeland), Indy (een Afghaanse windhond), Rusty (een Australische Kelpie), Jack (een Jackrussellterriër met ADHD), Snickers (een teckel), Coco (een roze poedel) en Winton (een Engelse Bulldog). De kinderen verkennen de wereld om hen heen door middel van creatief rollenspel, onder toezicht van de vriendelijke en zorgzame Australian Shepherd-leraar Calypso (ingesproken door Megan Washington).
Alle kindpersonages van Bluey in de oorspronkelijke versie worden ingesproken door kinderen van de productieploeg van het programma en worden niet gecrediteerd of genoemd als stemacteurs. Hierdoor zijn de identiteiten van de stemacteurs uit de originele, Australische versie tot op heden onbekend. Een bewuste keuze van Ludo Studio's en bedenker Joe Brumm om de identiteiten van de kinderen te beschermen. De stemacteurs die in andere talen de nasynchronisaties verzorgen zijn echter vaak wel bekend bij naam en gecrediteerd. Dit verschilt per land.

## Productie
De serie, gecreëerd door Joe Brumm, werd geïnspireerd door zijn ervaringen met het opvoeden van zijn eigen twee dochters. Brumm wilde het belang benadrukken van kinderen die fantasierijke spellen creëren en spelen en geen serie creëren die zich zou focussen op het aanleren van vaardigheden als rekenen of taal of puur een serie gericht op aandacht zou zijn.
Brumm had eerder als freelance animator aan kinderprogramma's in het Verenigd Koninkrijk gewerkt en besloot Bluey te creëren als replica van het programma Peppa Pig voor een Australisch publiek. Hierom koos hij ervoor om Bluey en haar familie uit te beelden als Heelers, een bekend Australisch hondenras.
Hij bedacht het concept van de serie in 2016 zelfstandig en maakte via zijn bedrijf Studio Joho met een klein team in hun vrije tijd een pilot van één minuut. Brumm benaderde Ludo Studio om de serie te ontwikkelen. De pilot werd positief ontvangen. Daarna ontwikkelde de studio een animatievoorbeeld van vijf minuten dat werd gepitcht op de Asian Animation Summit in Brisbane in 2016. Deze werd opgemerkt door leidinggevenden van ABC en BBC. Michael Carrington van ABC bekeek de presentatie en verzekerde zich van $20.000 aan financiering voor de studio om een verfijnde pilot van zeven minuten te produceren. De nieuwe pilot werd gepresenteerd op de Asian Animation Summit in 2017. In juli 2017 bestelde ABC en BBC een eerste seizoen van 52 afleveringen van zeven minuten van Bluey, waarbij de BBC 30 procent van de financiering investeerde en de wereldwijde rechten voor distributie en merchandising verwierf. De serie werd volledig in Australië geproduceerd door een lokaal team, van wie velen voor het eerst animators uit Brisbane waren. Er werd aangekondigd dat het programma in première zou gaan in Australië op ABC Kids, gevolgd door CBeebies.
De serie wordt ontwikkeld door productiebedrijf Ludo Studio uit Queensland. De productie ontvangt financiering van Screen Australia en Screen Queensland. De setting van de serie is gebaseerd op het unieke semi-tropische klimaat in Queensland en vele bestaande locaties rondom Brisbane waar de personages wonen en de serie zich afspeelt.

### Toekomst
De productie van het derde seizoen eindigde in april 2022. In juli 2023 verklaarde Brumm dat het productieteam een korte pauze nam met het maken van afleveringen. Hij ontkende dat het programma na de derde serie zou eindigen, maar legde uit dat er geen directe plannen waren voor een vierde seizoen. Vóór de productieonderbreking werd een verzameling korte films geproduceerd. De laatste aflevering van het derde seizoen werd op 21 april 2024 uitgezonden. Voorafgaand aan de release van de lange aflevering "The Sign" (een aflevering van 28 minuten, terwijl andere afleveringen maximaal 7 tot 8 minuten duren) op 14 april 2024, verklaarde producer Sam Moor dat dit "niet het einde was voor Bluey". Daley Pearson, mede-oprichter van Ludo Studios, heeft geuit interesse te hebben in het maken van een speelfilm gebaseerd op de serie. Joe Brumm gaf aan dat de reactie van het publiek op "The Sign" de toekomst van de serie zou kunnen beïnvloeden. Op 27 mei 2024 werden er nieuwe mini-afleveringen aangekondigd. Een reeks van twintig nieuwe, korte afleveringen die op 16 juni 2024 in Australië in première ging. In tegenstelling tot de reguliere afleveringen van 7-8 minuten, duren deze afleveringen maar twee tot drie minuten.

## Overige media
Alle seizoenen van Bluey zijn op DVD uitgebracht in diverse landen. Ook zijn diverse afleveringen uitgebracht in boekvorm en als luisterboeken. Daarnaast kent Bluey in Australië, Europa, het Verenigd Koninkrijk en de Verenigde Staten een groot scala aan diverse merchandise als stickerboeken, speelgoed, kleding, pluche beesten, puzzels, kleurboeken en feestartikelen die in diverse winkels en via online winkels wordt aangeboden.
Sinds 2022 wordt er wereldwijd opgetreden met Bluey's Big Play. Een internationale theaterproductie gebaseerd op de serie die door diverse landen reist . De theatershow is een door Joe Brumm geschreven verhaal over Bluey en Bingo die op alle mogelijke manieren proberen hun vader over te halen met ze te gaan spelen terwijl hij liever zijn vrije dag op de bank wil doorbrengen. De personages die in het stuk voorkomen zijn de vier familieleden en hun buurman Patrick en worden gespeeld door poppen die zichtbaar worden bediend door acteurs. Deze acteurs bedienen alleen de poppen en spreken niet. Alle stemmen van de personages zijn ingesproken door de originele stemacteurs en worden ter plekke afgespeeld in het theater.
Op 15 augustus 2023 werd de mobiele game 'Bluey; Let's Play'' gelanceerd voor Android en iOS Het spel is ontwikkeld door Budge Studios. In het spel kunnen spelers een personage van hun keuze naar een vooraf gedefinieerde scène slepen, die ze naar eigen wens kunnen manipuleren. Personages kunnen ook communiceren met objecten, maar niet met elkaar. Let's Play! is een gratis spel om te downloaden maar vereist een abonnement om alle inhoud te ontgrendelen.
Op 17 november 2023 werd Bluey: The Videogame uitgebracht door Outright Games in samenwerking met de BBC. Een interactieve videogame voor de Nintendo Switch, XBox, XBox One, PS5 en de PS4. Het spel is ook verkrijgbaar via Steam voor op de PC. Het videospel heeft een hoofdverhaal dat is te volgen en diverse minigames om te spelen. Spelers kunnen kiezen om te spelen als een van de vier hoofdpersonages (Bluey, Bingo, Bandit of Chili). Het spel werd met gemengde reacties ontvangen waarbij de kritiek bestond dat het verhaal erg simpel was en voornamelijk bestaat uit diverse samenraapsels van plotten van eerdere afleveringen en dat het spel erg kort was.